# Municipio de Guadalupe (Chihuahua)
El Municipio de Guadalupe  es uno de los 67 municipios en que se divide el estado mexicano de Chihuahua. Su cabecera es el pueblo de Guadalupe. El municipio es comúnmente llamado como Guadalupe Distrito Bravos o Guadalupe D. B. en referencia a que pertenece al Distrito Judicial Bravos y para diferenciarlo del municipio de Guadalupe y Calvo, sin embargo esa denominación es incorrecta, su nombre oficial es únicamente Guadalupe.

## Geografía
El municipio de Guadalupe se encuentra en el extremo norte del estado de Chihuahua, limita al noroeste con el Municipio de Juárez, al noreste con el Municipio de Práxedis G. Guerrero que se encuentra íntegramente rodeado de su territorio, al oeste con el Municipio de Ahumada y al sur con el municipio de Coyame del Sotol y el municipio de Ojinaga; todo el este está bordeado por el Río Bravo, que lo separa del estado de Texas en los Estados Unidos, sus límites corresponden al Condado de El Paso, al Condado de Hudspeth, al Condado de Jeff Davis y el Condado de Presidio. Tiene una extensión de 6.200.50 km² que representan al 2.51% del total del territorio de Chihuahua.

### Orografía e hidrografía
Su territorio es más bien plano y completamente desértico, está atravesado por serranías de mediana altura, sobre todo al norte, cerca de los límites con Juárez, donde se encuentran las de Guadalupe, El Hueso, El Borracho y Presidio, y al sureste en los límites con Ojinaga, donde a su vez se encuentran las sierras denominadas Amargosas, Las Varas, San Martín y Pilares. En su territorio se encuentra una pequeña extensión de los Médanos de Samalayuca.
La única corriente de importancia en todo el territorio del municipio es el Río Bravo, que señala la frontera con los Estados Unidos, el resto de las corrientes son arroyos intermitentes que solo tienen corriente de agua en días de lluvia y todos desembocan en el Río Bravo. Todo el sector este de su territorio pertenece a la Cuenca Río Bravo-Cd. Juárez de la Región hidrológica Bravo-Conchos, el noroeste del territorio se encuentra en la Cuenca del Río del Carmen y el extremo suroeste en la Cuenca Arroyo El Carrizo y otros, ambas pertenece a la Región hidrológica Cuencas Cerradas del Norte.

### Clima y ecosistemas
El clima es extremoso típico del Desierto de Chihuahua, el de casi la totalidad del territorio se encuentra clasificado como clima Muy seco templado, diferenciándose únicamente de un pequeño sector del extremo sureste del municipio en que el clima que se registra es Muy seco semicálido, se registran temperaturas extremas que pueden variar entre 43 °C y -23 °C, la temperatura media anual en la mayoría del territorio fluctúa entre los 16 y los 18 °C, dos zonas localizadas al oeste y noroeste del territorio registran temperatura media entre 14 y 16 °C y un sector al sureste entre 18 y 20 °C; la precipitación pluvial es muy baja, siendo el promedio anual en todo el municipio de 200 a 300 mm, la segunda menor del estado de Chihuahua.
La flora de todo el municipio es considerada como matorral, está constituida por las plantas propias del desierto, así como cactáceas, agave y yuca, también existen huizache, guamúchil, peyote y chaparral espinoso. Las especies animales que se pueden encontrar son las típicas de esa zona de Chihuahua, como paloma, puma, gato montés, liebre y coyote.

## Demografía
Según el Conteo de Población y Vivienda de 2020 realizado por el Instituto Nacional de Estadística y Geografía, la población del municipio de Guadalupe es de 4 237 habitantes, de los cuales 50.3% son hombres y 49.7% son mujeres; por lo que el porcentaje de población masculina es del 50.5%, de 2000 a 2005 la tasa de crecimiento poblacional anual fue del -1.6% por lo que su población ha disminuido, principalmente debido a la emigración, el 34.1% de los pobladores son menores de 15 años de edad, mientras que entre esa edad y los 64 años están el 58% de los habitantes, el 50.8% de ellos residen en localidades que superan los 2,500 habitantes y solo el 0.2% de los habitantes mayores de cinco años de edad son hablantes de alguna lengua indígena.

### Localidades
En el censo de 2020 el municipio de Guadalupe contaba con 59 localidades.
| Código INEGI      | Localidad         | Población (2020) |
| ----------------- | ----------------- | ---------------- |
| 080280001         | Guadalupe         | 1 998            |
| Otras localidades | Otras localidades | 2 239            |
| Total municipal   | Total municipal   | 4 237            |

Principales localidades de Guadalupe.

La población del municipio se ubica principalmente en el extremo norte, en el Valle de Juárez junto al río Bravo donde se localizan la cabecera municipal y las principales localidades. El resto del territorio, sumamente desértico, tiene una baja población, la cual se encuentra muy dispersa y se concentra en pequeños ranchos y comunidades ganaderas.

## Comunicaciones
La principal forma de comunicación del municipio de Guadalupe es por carretera, siendo atravesado por la
- Carretera Federal 2

La carretera federal 2 proviene de Ciudad Juárez y comunica a las principales localidades que son la cabecera municipal, Guadalupe, Doctor Porfirio Parra, Juárez y Reforma y Barreales que se encuentran junto a ella a una escasa distancia siendo comunicadas por un ramal de la misma, la carretera, recorre veinte kilómetros en territorio de Guadalupe y continúa hacia Práxedis G. Guerrero, concluyendo en la población de El Porvenir, municipio de Praxedis G. Guerrero, cuatro kilómetros y medio más adelante continua el municipio de Guadalupe, en este punto se encuentra localizada la presidencia seccional de Vado de Cedillos, Existen además doscientos cuarenta kilómetros de caminos de terracería y numerosas brechas que enlazan a pequeñas comunidades del desierto, y que lo comunican con los municipios de Ojinaga y Coyame del Sotol.

## Política
El Municipio de Guadalupe fue creado por decreto del Congreso de Chihuahua el 17 de marzo de 1855, y nunca ha perdido su carácter como tal, de él fue segregado el territorio que hoy constituye el municipio de Práxedis G. Guerrero, que le fue reanexionado durante unos meses de 1931 en que fue suprimido como municipio y luego vuelto a constituir.
El gobierno del municipio le corresponde al Ayuntamiento, que es electo por un periodo de tres años no reelegibles para el periodo inmediato posterior, el Ayuntamiento lo conforman el presidente municipal y seis regidores, cuatro electos por mayoría y dos por el principio de representación proporcional. Además junto con el ayuntamiento es electo un síndico, encargado de la fiscalización de los recursos municipales, y que ejerce su cargo durante el mismo periodo que el resto del ayuntamiento. La elección del Presidente municipal y los regidores es mediante una planilla única, y la del síndico es una elección independiente; el Ayuntamiento comienza a ejercer su cargo el día 10 de octubre del año de su elección.

### División administrativa
Guadalupe se subdivide en una Sección Municipal: Vado de Cedillos, además de cinco comisarías.

### Representación legislativa
Para el ámbito de la elección de diputados locales y federales, el municipio se encuentra integrado de la siguiente manera:
Local:
- Distrito electoral local 11 de Chihuahua con cabecera en Meoqui.

Federal:
- Distrito electoral federal 2 de Chihuahua con cabecera en Ciudad Juárez.[17]

### Presidentes Municipales
- (1992 - 1995): Luis Rogelio Sánchez Santos
- (1995 - 1998): Israel Trejo Gámez
- (1998 - 2001): Arturo Vega Gómez
- (2001 - 2004): Omar Alberto Amaya Núñez
- (2004 - 2007): José Santos Romero Molina
- (2007 - 2010): Jesús Manuel Lara Rodríguez[18][19]
- (2010): Víctor Luis Luque Clemente
- (2010 - 2013): Tomás Archuleta Rodríguez
- (2013 - 2016): Gabriel Urteaga Núñez
- (2016 - 2018): Jaime Guerrero Guadian
- (2018 - 2021): Jaime Guerrero Guadian (Segunda administración)
- (2021 - 2024): Fausto González Pérez
- (2024 - 2027): Lorenzo Tarango Venegas (Partido Pueblo)